# Speed Grapher
Speed Grapher (スピードグラファー) é uma série de anime de 2005 composta por vinte e quatro episódios produzida pela GONZO Digimation. Os personagens principais são Tatsumi Saiga e Kagura Tennouzu. A série durou 24 episódios de abril a outubro de 2005 em TV Asahi. Ele conta a história do ex-fotógrafo de guerra, Tatsumi Saiga e sua busca para salvar Kagura Tennōzu de Chōji Suitengu e os membros de um fetiche clube, o Roppongi Club. Em 2006, a série foi licenciada para lançamento na América do Norte pela Funimation e foi ao ar no Independent Film Channel entre 7 de março e 15 de agosto de 2008.
O anime conta a historia de Saiga, um fotografo que ao decidir investigar um misterioso clube em Tokyo ganha um beijo da Deusa ( que realiza seu desejo mais intimo ) e acaba conseguindo destruir e matar com sua camera. A deusa , na verdade a jovem Kagura, quer conseguir a liberdade que nunca teve, e Saiga decide ajuda-la.

## Enredo
Em uma época que a economia no mundo não é mais igual a atual, o mundo se polarizou na riqueza e pobreza, e o Japão não é uma exceção. A parte rica satisfaz seus desejos e prazeres, e Tókio transformou-se numa cidade do prazer.
Saiga é um fotografo jornalista, mas confiscaram seu passporte e por isso tem que permanecer no Japão, e um dia é pedido para investigar um clube secreto, clube Roppongi, que é uma misteriosa organização secreta de grande influência na economia japonesa, nesse local rituais estranhos e macabros são realizados.
Saiga consegue se infiltrar, porem é pego durante uma cerimônia enquanto tirava fotos da sacerdotisa-deusa Kagura, que lhe havia pedido ajuda, Saiga então é condenado a morte pelos membros da organizaçao, mas após esse encontro com kagura ele obtém habilidades especiais, assim como os membros do Roppongi.